# Luftangriffe auf Kiel

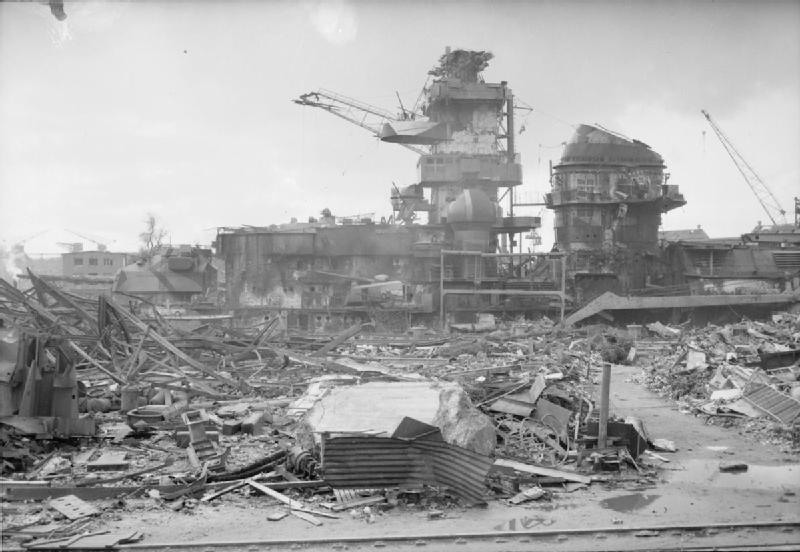
Die Werft Deutsche Werke Kiel (DWK) wurde zu zwei Dritteln zerstört. Im Hintergrund das Wrack des Schweren Kreuzers Admiral Hipper, Mai 1945.

Die Luftangriffe auf Kiel während des Zweiten Weltkrieges verursachten schwere Schäden in der Stadt Kiel und ihrer Umgebung. Bei 90 Luftangriffen der Royal Air Force (RAF) und den United States Army Air Forces (USAAF) starben fast 3.000 Menschen und über 5.000 wurden verletzt.

## Abfolge
Im Luftkrieg des Zweiten Weltkriegs fielen von Juli 1940 bis Mai 1945 insgesamt 44.000 Sprengbomben, 900 Luftminen und rund 500.000 Brandbomben auf das Stadtgebiet. Von den Ende 1939 rund 272.000 in Kiel lebenden Menschen wurden 167.000 obdachlos. Speziell das Flächenbombardement ziviler Ziele (Innenstadt, Wohngebiete und andere) durch die RAF erfolgte aufgrund der vom britischen Luftfahrtministerium (Air Ministry) am 14. Februar 1942 erteilten Area Bombing Directive.
Nach der bedingungslosen Kapitulation der Wehrmacht im Mai 1945 lagen über 5 Millionen Kubikmeter Trümmerschutt in Kiel. 35 % aller Gebäude waren zerstört und weitere 40 % beschädigt. Von den Wohnungen waren 40 % zerstört, 40 % beschädigt und nur die restlichen 20 % unversehrt.

## Bedeutung

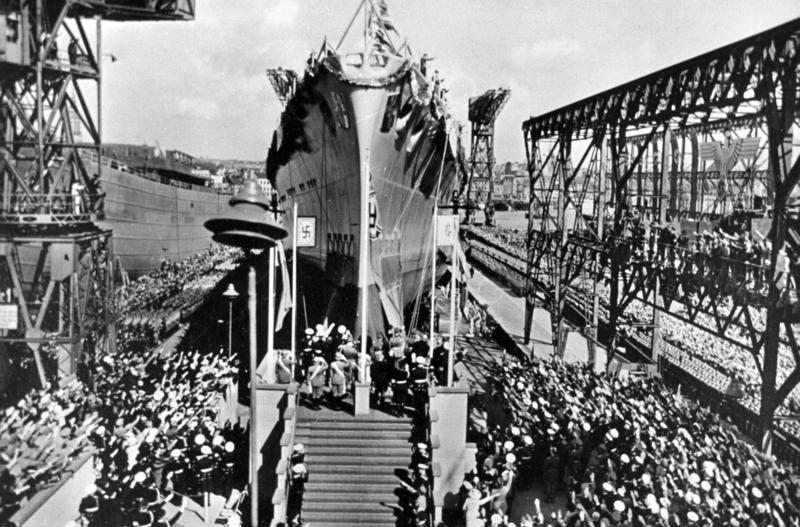
Stapellauf des Schweren Kreuzers Prinz Eugen auf der Germaniawerft in Kiel am 22. August 1938.

Als Stützpunkt der Kriegsmarine, Endpunkt des Nord-Ostsee-Kanals und Standort der drei Großwerften Howaldtswerke, DWK und Germaniawerft am Ostufer der Förde geriet die Stadt schon früh in den Fokus der Royal Air Force: sie flog am 2. Juli 1940 ihren ersten Luftangriff auf Kiel. Am 29. April 1942 vernichteten britischen Bomber einen Großteil der Universitätsbibliothek (240.000 Bände Verlust). 1943 flog sie sechs Großangriffe. Durch die Luftangriffe am 14. Mai und 13. Dezember 1943 starben etwa 500 Menschen, Teile der Innenstadt wurden erheblich zerstört.
Am 4. Januar 1944 (USAAF) und erneut in der Nacht vom 4. auf den 5. Januar 1944 (Royal Air Force) wurde Kiel angegriffen, u. a. erhielt das Kollegiengebäude der Christian-Albrechts-Universität im Schlossgarten mehrere Bombentreffer. Auch die Matrosenkasernen an der Karlstraße wurden getroffen. Das architektonisch bemerkenswerte Messegebäude aus dem Jahre 1925 erlitt schwere Bombenschäden. Das Hansahotel gegenüber dem Hauptbahnhof war nach dem Angriff nur noch ein Trümmerhaufen. Zu den vielen Ausgebombten gehörte auch Vizeadmiral a. D. Franz Wieting, der mit seiner Gemahlin Luise dann zu ihrer Familie nach Lippstadt (Rathausstraße 17) verzog.
Beim schwersten Angriff am 26. August 1944 warfen 800 Maschinen zwischen 22.55 und 23.20 Uhr rund 300 Luftminen, 1.000 Spreng- und 100.000 Brandbomben ab.

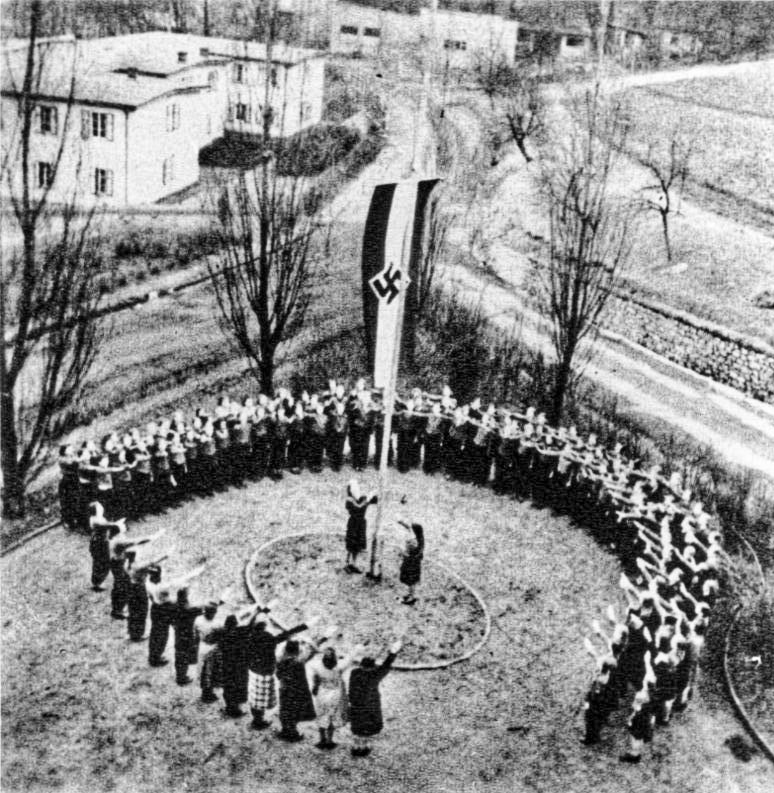
Flaggenappell in einem Lager der Kinderlandverschickung.

Die Opferzahl wäre höher gewesen, wenn nicht während des Krieges zahlreiche Luftschutzbunker gebaut, über 150.000 Kieler evakuiert und Kinder im Rahmen der Kinderlandverschickung in weniger gefährdete Gebiete gebracht worden wären. Ende 1942 lebten in der Stadt über 306.000 Menschen, davon viele in der Industrie und den Werften eingesetzte Zwangs- und Ostarbeiter. Am 1. Januar 1945 waren es mit 143.000 weniger als die Hälfte (siehe auch Einwohnerentwicklung von Kiel).
Ein Bevölkerungszuwachs ergab sich ab Anfang 1945 aus den Flüchtlingstransporten der Kriegsmarine zur Evakuierung von mehreren Hunderttausend Zivilisten aus dem Baltikum (Memelland), Ost-/Westpreußen, Pommern und Mecklenburg. Diese brachten zusätzlich Flüchtlinge und Vertriebene nach Kiel. In den letzten Kriegswochen konnte nicht mehr Fliegeralarm gegeben werden, weil viele Sirenen zerstört oder ausgefallen waren.
Altstadt, Brunswik und Ellerbek hatte es am schwersten getroffen. Nur 3–4 % der Gebäude blieben verschont. Stark zerstört war auch das Gebiet nördlich der Brunswik zwischen Holtenauer und Feldstraße. Zu den zerstörten öffentlichen Gebäuden am Alten Markt gehörten Nikolaikirche, Altes Rathaus und die Persianischen Häuser, einige Schulen, das Hauptgebäude der Christian-Albrechts-Universität im Schlossgarten, der Buchwaldtsche Hof und das Landeskirchenamt in der Vorstadt. Schwer beschädigt wurden der Kieler Hauptbahnhof, das Rathaus, die Werften in Gaarden und Dietrichsdorf sowie alle öffentlichen Versorgungseinrichtungen. Der Kieler Rathausturm überstand auch den letzten Angriff auf das Zentrum in der Nacht vom 2. zum 3. Mai 1945.

„Gegen Kriegsende konnte man weite Flächen überblicken, die vorher dicht bebaut gewesen waren. So sah man z. B. von der Holtenauer Straße beim Lehmberg bis zur Pauluskirche am Niemannsweg, und wer die Altstadt vom Bootshafen oder auch von anderen Seiten her betrachtete, konnte die natürliche flache Hügelform der Altstadt erkennen, so wie sie etwa in den Tagen der Gründung Kiels ausgesehen haben muss.“

## Ende der Luftangriffe mit Kriegsende

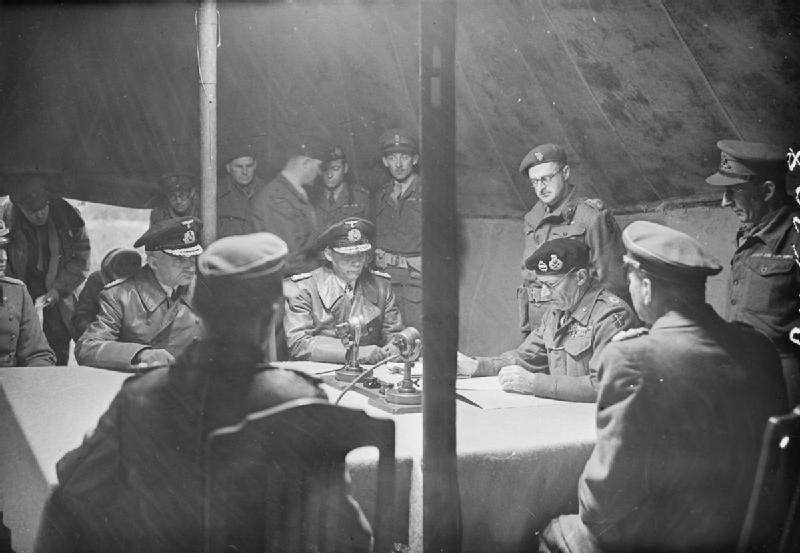
Der deutsche Admiral von Friedeburg unterzeichnet am 4. Mai 1945 im Auftrag des letzten Reichspräsidenten Karl Dönitz auf dem „Victory Hill“ bei Wendisch Evern in Gegenwart des britischen Feldmarschalls Montgomery die Kapitulationserklärung für die drei in Nordwestdeutschland stehenden Armeen der Wehrmacht.

Schon am 2. Mai 1945 um 21.30 Uhr teilte das Marineoberkommando Ost mit, dass Kiel nicht verteidigt werden sollte. Die Nacht vom 3. zum 4. Mai brachte schließlich den 633. und letzten Fliegeralarm. Einige Sprengbomben fielen in Kiel-Holtenau und am Nord-Ostsee-Kanal. Für „sämtliche Land-, See- und Luftstreitkräfte in Norddeutschland, Dänemark und Niederlande“ kapitulierte Hans-Georg von Friedeburg am 4. Mai 1945 im Auftrag des letzten Reichspräsidenten Karl Dönitz auf dem Timeloberg (Victory Hill) bei Lüneburg. Die 21st Army Group war durch Bernard Montgomery vertreten. Am 5. Mai trat in den Niederlanden, in Dänemark, in Norddeutschland und somit auch in Schleswig-Holstein Waffenruhe ein, die Gefahr durch Luftangriffe endete.
Am Nachmittag des 4. Mai erschien eine Abordnung der Britischen Armee bei Oberbürgermeister Walter Behrens im Rathaus. Sie übergab ihm Befehle zum Verhalten der Bevölkerung. Die kampflose Übergabe der Stadt erfolgte in aller Stille. Am Vormittag des 5. Mai erreichten erste britische Truppen Kiel; die Soldaten sollten zunächst die weitgehend unzerstörten Betriebe von Hellmuth Walter (Walter-Antrieb für U-Boote), Elac (Sonartechnik) und das Werk Friedrichsort der DWK (Torpedobau) in Besitz nehmen. Gail Patrick Henderson, der spätere stellvertretende Gouverneur der Provinz Schleswig-Holstein, kam am 6. Mai nach Kiel und übernahm zwei Tage später die 312. Provinzial-Militärregierung. Kiel wurde am 7. Mai vollständig besetzt. Am 14. Mai 1945 ernannte Henderson Otto Hoevermann zum kommissarischen Oberpräsidenten. Die letzte Reichsregierung im Sonderbereich Mürwik in Flensburg wurde schließlich am 23. Mai verhaftet.

## Nachwirkungen
Die Luftangriffe des Krieges sind für die Stadt Kiel heute noch ein Problem. Experten schätzen, dass von den abgeworfenen Bomben etwa 10 % als Blindgänger liegen blieben. Wie viele davon noch nicht beseitigt wurden, ist unbekannt, da über die Bombenräumungen im und direkt nach dem Zweiten Weltkrieg nicht Buch geführt wurde.
Bis heute werden regelmäßig Blindgänger im Stadtgebiet entdeckt, hauptsächlich bei Erdarbeiten. Kiel ist eine von 168 Städten, in der vor Tiefbaumaßnahmen eine Überprüfung auf Kampfmittelbelastung vorgeschrieben ist.
Wie viele jährlich beseitigt werden müssen, ist unterschiedlich. Der Kampfmittelräumdienst entschärft meist mehrere Bomben im Jahr. 2013 wurden 16 Großbomben in ganz Schleswig-Holstein entschärft, im Jahr 2014 hingegen 21.